# Мануела Агилера
Мануела Агилера (енгл. Béatrice Pierre Hess) је шпанска параолимпијска пливачица. Освојила је три медаље на Параолимпијским играма у Њујорку и Стоук Мендевилу 1984.

## Каријера
На Летњим параолимпијским играма 1984. освојила је златну медаљу на 100 метара леђно Л6, и појединачно на 200 метара мешовито Л6. Освојила је сребрну медаљу на 100 метара слободно Л6.